# Long Lake (Dakota del Sud)
Long Lake (in dakota: mdé háŋska; "lago lungo") è un centro abitato (town) degli Stati Uniti d'America, situato nella contea di McPherson nello Stato del Dakota del Sud. La popolazione era di 31 persone al censimento del 2010.
La città ha preso il nome dal vicino Long Lake.

## Geografia fisica
Long Lake è situata a 45°51′23″N 99°12′24″W (45.856258, -99.206571).
Secondo lo United States Census Bureau, ha un'area totale di 0,28 miglia quadrate (0,73 km²).

## Società

### Evoluzione demografica
Secondo il censimento del 2010, c'erano 31 persone.

### Etnie e minoranze straniere
Secondo il censimento del 2010, la composizione etnica della città era formata dal 100,0% di bianchi.